# Fame – Cesta za slávou
Fame – cesta za slávou (Fame) je americký hudební film režiséra Kevina Tancharoena z roku 2009. Je remakem stejnojmenného filmu Alana Parkera z roku 1980. Scénář napsal Allison Burnett. 25. září 2009 měl film premiéru ve Spojených státech, Kanadě, Irsku a ve Velké Británii.

## Obsah
Film sleduje talentované žáky z New Yorku a jejich studia na New York City High School of Performing Arts (dnes známá jako Fiorello H. LaGuarida High School), kde jsou trénování, aby se stali úspěšnými herci, zpěváky...

## Obsazení
- Collins Pennie jako Malik Washburn
- Kay Panabaker jako Jenny Garrison
- Asher Book jako Marco Ramonte
- Paul Iacono jako Neil Baczynsky
- Naturi Naughton jako Denise Dupree
- Anna Maria Perez de Taglé jako Joy Moy
- Paul McGill jako Kevin Barrett
- Kherington Paynejako Alice Ellerton
- Walter Perezjako Victor Tavares
- Kristy Flores jako Rosie Martinez
- Debbie Allen jako ředitelka Angela Simms
- Charles S. Dutton jako Alvin Dowd
- Bebe Neuwirth jako Lynn Kraft
- Megan Mullally jako Fran Rowen
- Kelsey Grammer jako Joel Cranston
- Cody Longo jako Andy Matthews
- Michael Hyatt jako Paní Washburn
- James Reed a Laura Johnson jako Pan a paní Ellerton
- Julius Tennon a April Grace jako Pan a paní Dupree
- Ryan Surrat jako Eddice
- Marcus Hopson jako Face

## Soundtrack
1. "Welcome to P.A." - Raney Shockne
2. "Fame" - Naturi Naughton
3. "Big Things" - Anjulie
4. "Ordinary People" - Asher Book
5. "This is My Life" - Hopsin, Ak'Sent, Tynisha Keli & Donte "Burger Winston
6. "Out Here on My Own" - Naturi Naughton
7. "Street Hustlin" - Raney Shockne ft. Stella Moon
8. "You'll Find a Way" (Switch & Sinden Remix) - Santigold
9. "Can't Hide from Love" - Naturi Naughton a Collins Pennie
10. "Black & Gold" - Sam Sparro
11. "I Put a Spell on You" - Collins Pennie ft. Ashleigh Haney
12. "Get on the Floor" - Naturi Naughton a Collins Pennie
13. "Try" - Asher Book
14. "You Took Advantage of Me" - Megan Mullally
15. "Too Many Women" (Damon Elliott Remix) - Rachel Sage
16. "Someone to Watch Over Me" - Asher Book
17. "You Made Me Love You" - Raney Shockne ft. Oren Waters
18. "Hold Your Dream" - Kay Panabaker, Asher Book a Naturi Naughton